# Повний путівник по геральдиці
«По́вний путівни́к по гера́льдиці» (англ. A Complete Guide to Heraldry) — англійська праця, присвячена геральдиці. Упорядкована як геральдичний тематичний словник і підручник. Видана 1909 року в Лондоні. Автор — британський геральдист Артур Чарльз Фокс-Дейвіс. Складається з 42 глав. Охоплює широке коло питань: походження гербів, історія англійської геральдики; основи блазонування; класифікація і значення геральдичних фігур; типи корон, нашоломників, щитотримачів тощо. Містить понад 700 ілюстрацій, виконаних Грехемом Джонстоном. Одна з базових праць про британську геральдику.

## Видання
- Fox-Davies, Arthur Charles. The Complete Guide to Heraldry. London: T.C. & E.C. Jack, 1909. , djvu